# Iridopsis acieifera
Iridopsis acieifera is een vlinder uit de familie van de spanners (Geometridae). De wetenschappelijke naam van de soort is voor het eerst geldig gepubliceerd in 1932 door de Engelse entomoloog Louis Beethoven Prout. De soort werd aangetroffen in Mérida (Venezuela).